# RJ61
RJ61 (RJ61 Registered Jack) és un interfície física utilitza sovint per posar fi a cables tipus parell trenat. És un dels Registered Jacks, i utilitza un connector modular de vuit posicions, vuit conductors (8P8C). RJ61 especifica el cablejat del connector de la següent manera:
| Pin | Parell | Cable | Color         |
| --- | ------ | ----- | ------------- |
| 1   | 4      | tip   | Blanc/Marró   |
| 2   | 3      | tip   | Blanc/Verd    |
| 3   | 2      | tip   | Blanc/Taronja |
| 4   | 1      | ring  | Blau/Blanc    |
| 5   | 1      | tip   | Blanc/Blau    |
| 6   | 2      | ring  | Taronja/Blanc |
| 7   | 3      | ring  | Verd/Blanc    |
| 8   | 4      | ring  | Marró/Blanc   |

Aquest Pinout és per a l'ús del telèfon multi-línia, només; inadequats RJ61 és de per a l'ús amb Ethernet sobre parell trenat (10BASE-T, 100Base-TX i 1000Base-T), perquè els pins de parells 3 i 4 són molt espaiades. Això causa interferència excessiva en les freqüències altes de senyalització utilitzat per Ethernet, que utilitza la disposició de pins especificats en TIA-568A/B al seu lloc.